# Asafa Powell
Asafa Kehine Powell (Saint Catherine, 23 novembre 1982) è un ex velocista giamaicano.
Powell è il quarto uomo più veloce della storia sulla distanza dei 100 metri piani, dopo i connazionali Bolt e Blake e lo statunitense Gay (secondi a pari merito). È stato detentore del primato mondiale dei 100 metri piani con il tempo di 9"74, realizzato sulla pista di Rieti il 9 settembre 2007, oltre a detenere il record sull'insolita distanza delle 100 iarde con 9"07 ottenuto a Ostrava il 27 maggio 2010.
In carriera ha fatto registrare per ben 97 volte tempi inferiori ai 10 secondi sui 100 metri, guadagnando il primo posto nella graduatoria all-time, davanti a Justin Gatlin (64 volte). È tra l'altro sceso 8 volte sotto la barriera dei 9"80 (che solo 13 atleti sono riusciti a violare), davanti a Tyson Gay e Justin Gatlin (7 volte), secondo solo a Usain Bolt, sceso sotto tale soglia 11 volte (attuale primato).

## Biografia

### Gli inizi
Inizia a praticare atletica nel 1999, seguendo le orme del fratello Donovan; al contrario di molti suoi connazionali sceglie di restare ad allenarsi a Kingston in Giamaica, invece di andare negli Stati Uniti. Dal 2001 è allenato da Stephen Francis ed è membro del MVP (Maximising Velocity and Power) Track & Field Club, società di atletica che ha base alla University of Technology (U-Tech) di Kingston. Il suo esordio in manifestazioni internazionali di alto livello risale ai Mondiali 2003 di Saint-Denis, quando incappa in una squalifica per falsa partenza nei quarti di finale dei 100 metri, assieme all'allora più noto Jon Drummond.

### 2004-2005: l'esordio olimpico e il record mondiale dei 100 m
Nella stagione 2004, l'atleta giamaicano eguaglia il record di Maurice Greene correndo per 9 volte nel corso dell'anno i 100 m sotto i 10 secondi e presentandosi come possibile favorito per i Giochi olimpici, nonostante la giovane età. Ad Atene si qualifica per le finali olimpiche sia nei 100 m che nei 200 m, ma chiude la gara dei 100 m solamente al quinto posto, mentre non partecipa alla finale dei 200 m, dando credito a voci che addebitarono la prestazione mediocre nei 100 m a una indisposizione fisica.
Nello stesso stadio di Atene, il 14 giugno 2005, batte il record mondiale dei 100 m (vento +1,6 m/s), appartenente a Tim Montgomery (9"78, poi revocato per doping), fermando il cronometro a 9"77. La stagione 2005 è bruscamente interrotta da un infortunio, che costringe Powell a saltare i Mondiali di Helsinki. I 100 metri, specialità nella quale era il favorito, sono poi vinti dallo statunitense Justin Gatlin.

### 2006-2007: la delusione ai Mondiali di Osaka

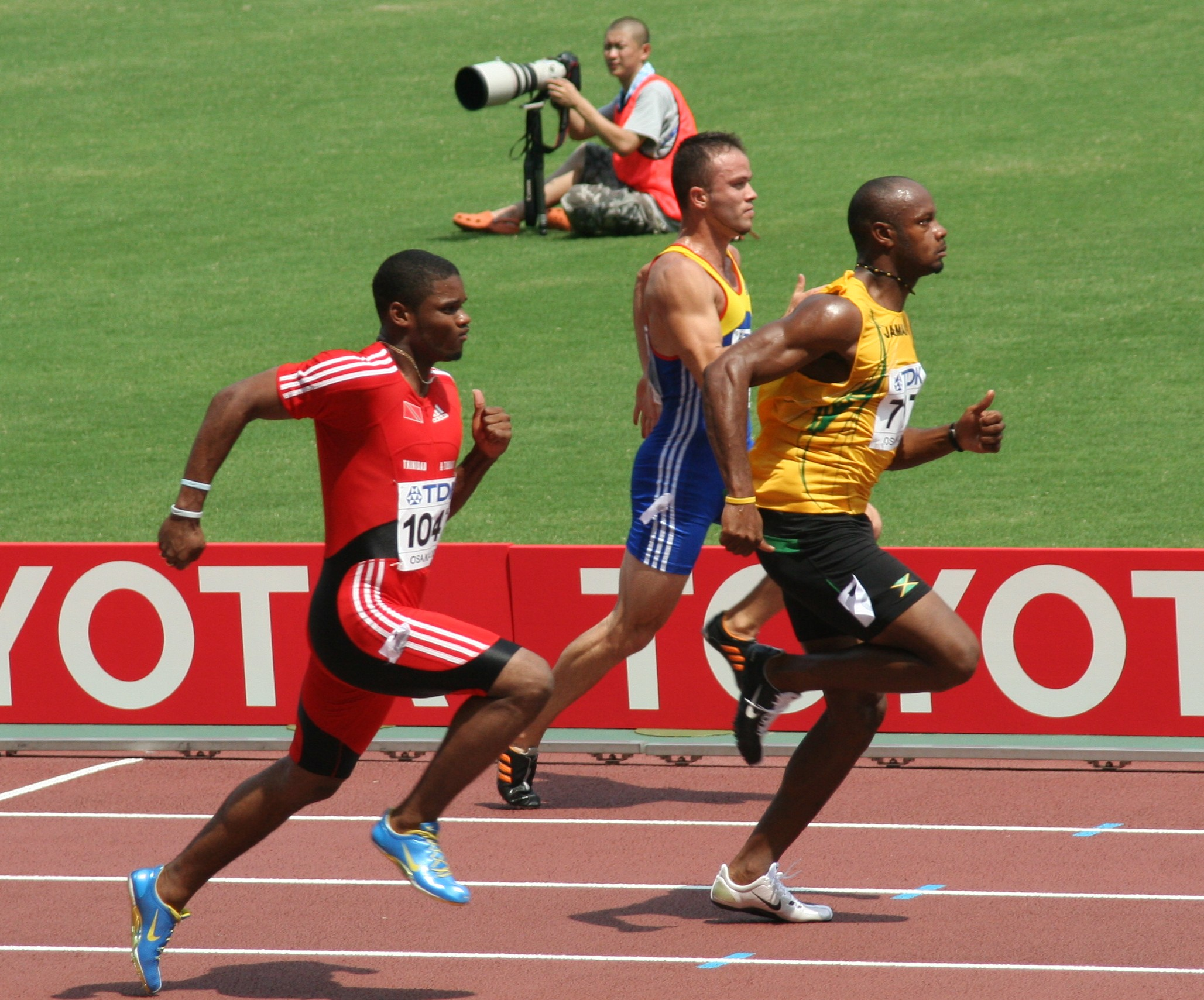
Asafa Powell durante la batteria dei 100 metri ai Mondiali del 2007

Dal 2006, durante il periodo da giugno a settembre che coincide con i meeting europei, si allena con gli altri atleti della sua società a Lignano Sabbiadoro (Udine), sulla pista di atletica dello Stadio Comunale "G. Teghil". Nella cittadina friulana ha corso, in tre edizioni del Meeting Internazionale di Atletica Leggera "Sport Solidarietà", i 50 metri piani al fianco dei disabili ed è testimonial dal 2001 del Comitato Sport Cultura Solidarietà.
La stagione 2006 segna la definitiva consacrazione di Powell a migliore centometrista del pianeta: lo sprinter giamaicano resta imbattuto per l'intera annata nei 100 m, vincendo i Giochi del Commonwealth, la Golden League e la World Athletics Final di Stoccarda. Powell eguaglia il proprio record mondiale dei 100 m in due occasioni: l'11 giugno 2006 (vento +1,5 m/s) a Gateshead, nel Regno Unito, e il 18 agosto 2006 a Zurigo, in Svizzera (+1,0 m/s). Nel corso del 2006, Powell corre per 12 volte i 100 m sotto i 10 secondi, migliorando il record di 9 volte (detenuto dallo stesso Powell insieme a Maurice Greene).
Nello stesso anno vince tutte le sei gare dei 100 metri piani della Golden League, con i tempi di 9"98, 9"85, 9"85, 9"77, 9"99 e 9"86, centrando così il jackpot e guadagnando 250 000$.
Powell perde la sua imbattibilità sui 100 m durante i Mondiali del 2007, tenutisi a Osaka: si presenta all'evento in ottima forma, nonostante una stagione un po' tribolata per via d'alcuni infortuni, e come principale favorito con il solo Tyson Gay a poterlo contrastare, ma in finale il risultato è deludente: 9"96 e terzo posto dietro a Derrick Atkins (9"91) e a Gay (9"85), con un vento di -0,5 m/s. Il risultato è nettamente inferiore alle aspettative, visto che l'atleta giamaicano aveva dimostrato durante le ultime stagioni di poter andare facilmente sotto quel tempo e anche di poter battere il tempo fatto registrare da Tyson Gay.
Si rifà parzialmente nella finale della staffetta 4×100 metri, ricevendo il testimone in quarta posizione e portando, con una poderosa rimonta, la sua nazionale alla medaglia d'argento.
A Rieti, il 9 settembre 2007, Powell si riscatta, dimostrando che il bronzo ai recenti mondiali è solo l'ennesima fatalità in una carriera "velocissima" ma ancora avara di trionfi in importanti manifestazioni. Sulla pista laziale migliora il suo record mondiale dei 100 m con 9"74 (vento +1,7 m/s), ottenuto in semifinale, correndo alla media di 36,96 km/h e rallentando un po' verso il finale. Un'ora più tardi, vince la finale con il tempo di 9"78 in totale assenza di vento: è l'accoppiata ravvicinata più veloce mai corsa da un essere umano.

### 2008: il primo oro olimpico con la 4×100 m
Il record ha però breve durata, perché il 31 maggio 2008, nel corso del Reebok Grand Prix, il suo connazionale Usain Bolt corre i 100 metri in 9"72, migliorando così il primato della specialità.
Il 22 luglio, al DN Galan di Stoccolma, Powell e Bolt si incontrano sui 100 metri; la gara è vinta da Powell per un solo centesimo: 9"88 contro il 9"89 di Bolt. I due si reincontrano poco dopo ai Giochi olimpici di Pechino nella finale dei 100 metri piani. Come la precedente stagione Powell presenta qualche acciacco ma riesce a recuperare e a presentarsi ai Giochi in perfette condizioni e come logico favorito insieme al connazionale Bolt.
I due impressionano: nelle semifinali i due ottengono 9"85 (Bolt) e 9"91 (Powell) con estrema facilità e apparentemente senza fatica, rallentando nella parte finale e senza mai raggiungere all'apparenza il picco di velocità massimo. Nella finale Powell sa che deve sfruttare il suo punto forte e viceversa quello debole di Bolt, la partenza, ma ancora una volta Powell si smarrisce nella finale di un grande evento: 9"95 e quinto posto finale mentre Bolt vince segnando il nuovo record mondiale in 9"69, nonostante inizi a esultare diversi metri prima del traguardo. Nonostante il tempo di Bolt fosse forse imbattibile anche per il miglior Powell, la prestazione di quest'ultimo è nettamente al di sotto delle potenzialità mostrate negli anni e inferiore anche al 9"91 ottenuto in semifinale.
Dopo l'ennesima delusione a un'importante manifestazione, la carriera di Asafa Powell non ha certo nascosto le straordinarie doti velocistiche dell'atleta ma è stata tuttavia avara di medaglie, anche forse per una serie di spiacevoli coincidenze; si inizia a pensare che l'atleta giamaicano abbia difficoltà psicologiche e che non riesca a sopportare la pressione, cosa che lui stesso affermerà in un'intervista nel 2011, attribuendo la responsabilità anche agli infortuni.
Una medaglia arriva comunque prima della fine dei Giochi olimpici, grazie all'oro conquistato nella staffetta 4×100 metri dove, come l'anno precedente, dimostra la sua grande velocità con un'ultima frazione straordinaria; il tempo di 37"10, fatto registrare dalla staffetta giamaicana, è anche il nuovo record mondiale della specialità.
Analogamente all'anno precedente, il 2 settembre 2008, pochi giorni dopo la conclusione delle Olimpiadi, Powell sigla al meeting Athletissima di Losanna il suo record personale e il secondo miglior tempo di sempre nei 100 metri piani con il tempo di 9"72 e con un vento a favore di 0,2 m/s. Il 5 settembre, al Memorial Van Damme, tappa belga della Golden League 2008, Powell giunge secondo sui 100 m correndo in 9"83, dietro a Bolt, vincitore in 9"77. Da notare il vento di -1,3 m/s e la pista bagnata.
Qualche giorno dopo al Meeting di Rieti fa segnare 9"77 in semifinale (vento +0,9 m/s), mentre nella finale effettua una falsa partenza che lo induce a non rischiare la squalifica e quindi a partire lentamente: chiude così con il tempo di 9"82, con 1,4 m/s di vento a favore e con un tempo di reazione di 0,195 (0,031 in più rispetto alla semifinale).
In questa stagione Powell riesce a scendere sotto i 10 secondi per 15 volte, ottenendo un nuovo primato.

### 2009: il bronzo ai Mondiali di Berlino

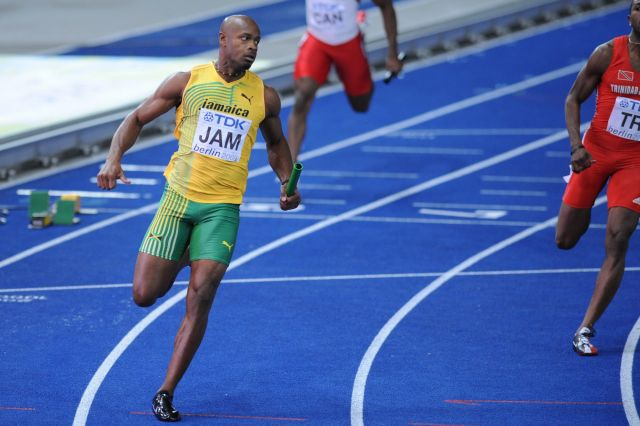
Asafa Powell durante la finale della 4×100 m ai Mondiali del 2009

Nel 2009 Asafa Powell si presenta un po' appesantito e fin troppo muscoloso. Non mostra grandi cose durante la stagione, come il sesto posto al meeting di Londra con un modestissimo 10"26 o la sconfitta al DN Galan di Stoccolma per opera di Tyson Gay (9"79) e Darvis Patton (9"95), davanti al 9"98 del giamaicano. Al Golden Gala ottiene il suo personale stagionale con 9"88, dietro Gay (9"77).
Ai Mondiali di Berlino, dove rischia di non partecipare per screzi con la federazione giamaicana, si presenta meno in forma degli anni precedenti e non tra i favoriti. Il 16 agosto conquista la medaglia di bronzo nei 100 m, facendo registrare il tempo di 9"84 (personale stagionale, rallentando anche nel finale), preceduto dallo statunitense Tyson Gay (9"71) e dal connazionale Usain Bolt (record mondiale in 9"58), con un vento a favore di 0,9 m/s, in quella che passa alla storia come la più veloce finale dei 100 m di tutti i tempi, che fa sembrare il suo tempo addirittura alto, quando fino ad allora solo cinque atleti, oltre a lui, erano riusciti a registrare un tempo uguale o migliore (Usain Bolt, Tyson Gay, Maurice Greene, Bruny Surin e Donovan Bailey). Il 22 agosto vince un'altra medaglia, grazie al titolo mondiale conquistato nella staffetta 4×100 m, migliorando il record dei campionati (37"31).
Al Memorial Van Damme di Bruxelles riesce a battere Tyson Gay chiudendo in 9"90, contro un più modesto 10"00 dello statunitense, che al meeting successivo si prende una rivincita eguagliando il tempo di Usain Bolt ai Giochi olimpici di Pechino 2008 (9"69) e correndo la seconda miglior prestazione di tutti i tempi (da notare il vento al limite di +2,0 m/s), davanti a Powell che chiude in 9"85. Successivamente il giamaicano segna il suo primato stagionale il 15 settembre a Stettino con il tempo di 9"82 (vento +1,4 m/s); la stagione prosegue su alti livelli, ma Powell non riesce a scendere sotto i 9"80, come non capitava dal 2004.

### 2010: l'infortunio all'inguine
La stagione 2010 di Powell inizia sotto i migliori auspici: nella batteria della prima tappa della Diamond League a Doha realizza un tempo di 9"75, rallentando vistosamente nella parte conclusiva, e nella finale realizza un 9"81 viziato da una brutta partenza. Entrambi i tempi non sono omologabili perché il vento a favore è superiore ai 2,0 m/s ma dimostrano l'ottimo stato di forma del giamaicano, che come egli stesso dichiara, non era mai andato così forte all'esordio.
Powell ottiene un altro buonissimo 9"83 a Ostrava (sul bagnato e con un vento contrario di 0,5 m/s), passando le 100 iarde in 9"07 (miglior prestazione mondiale); fa ancora meglio una settimana dopo a Oslo ottenendo un fantastico 9"72, però non valido a causa della velocità del vento a favore di 2,1 m/s (0,1 più del limite consentito).

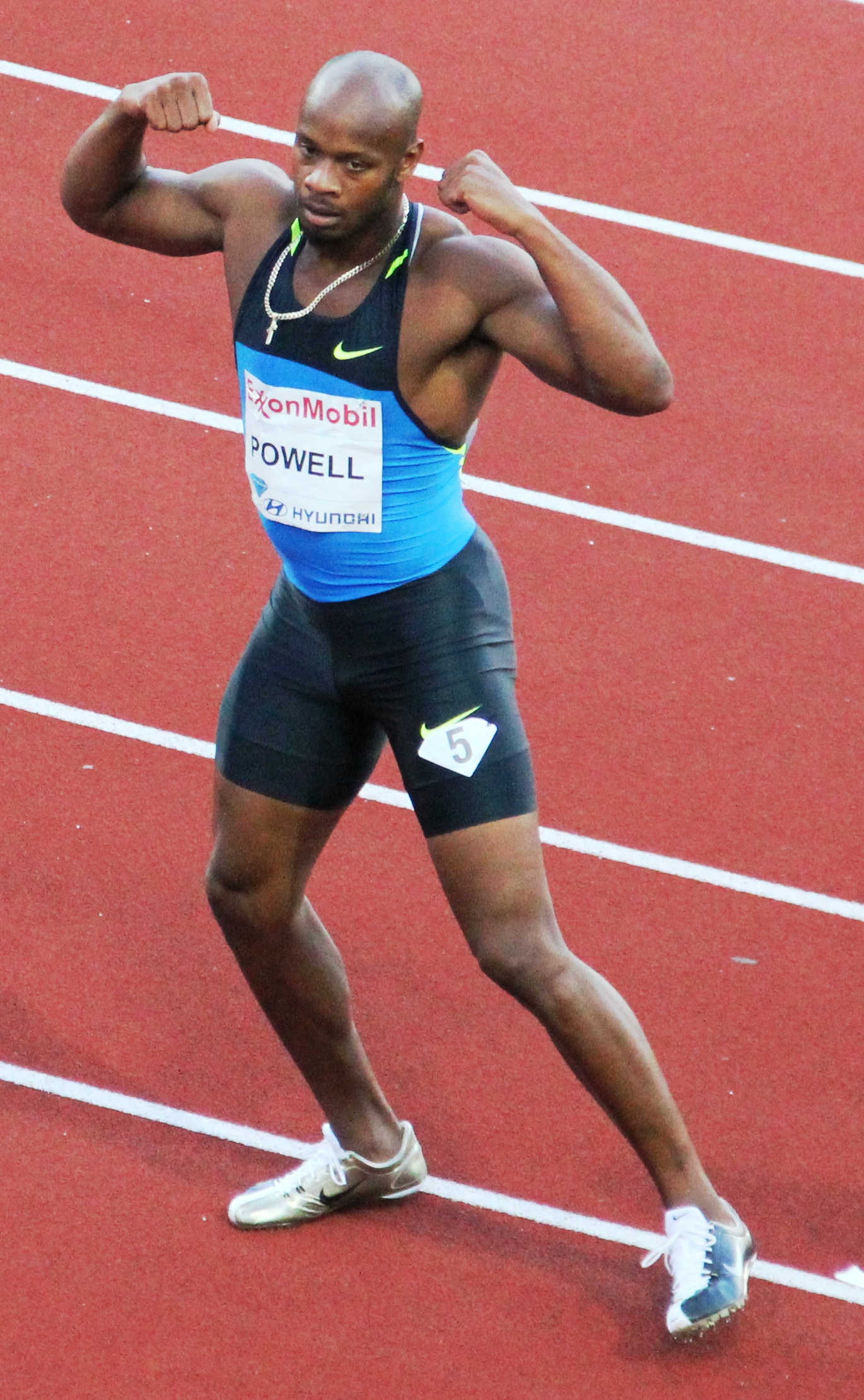
Asafa Powell ai Bislett Games del 2010

Il 10 giugno realizza al Golden Gala di Roma il tempo di 9"82 (vento +0,6 m/s) stabilendo il nuovo primato stagionale, che viene in seguito eguagliato da Usain Bolt a Losanna e poi battuto da Tyson Gay a Londra e da Nesta Carter a Rieti, in entrambi i casi con il tempo di 9"78.
Al Meeting Areva di Saint-Denis corre in 9"91 dietro a Usain Bolt che chiude in 9"84 (vento -0,3 m/s), purtroppo un infortunio all'inguine lo blocca e gli impedisce di continuare una stagione iniziata nel migliore dei modi, preferendo non rischiare in vista dei Mondiali del prossimo anno.

### 2011: la rinuncia ai Mondiali di Daegu
Asafa inizia la stagione il 15 maggio, nella seconda tappa della Diamond League a Shanghai, correndo in 9"95 davanti a Mike Rodgers (10"01) e Mario Forsythe (10"12). Il 26 maggio al Golden Gala di Roma arriva secondo in 9"93, dietro al connazionale Usain Bolt che lo precede di soli 2 centesimi.
Ai trials giamaicani del 25 giugno vince i 100 m, in assenza di Bolt, con un modesto 10"08, ma ottenuto con un vento contrario di 1,8 m/s; durante la settima tappa della Diamond League a Losanna chiude primo con l'eccezionale tempo di 9"78 (vento +1,0 m/s), scendendo sotto i 9"80 dopo due anni che non succedeva e migliorando il primato stagionale. Il 10 luglio a Birmingham corre con facilità la semifinale in 9"95 (vento +1,0 m/s) e la finale in 9"91 (vento +0,4 m/s) con una partenza non delle migliori.
Rinuncia al meeting di Londra preferendo non rischiare in vista dei Mondiali, competizione molto attesa dove tuttavia darà forfait alla gara dei 100 metri piani, a causa di un problema agli adduttori, nella speranza di recuperare in vista di una possibile presenza nella 4×100 metri. Non riuscendo a prendere il via nemmeno alla staffetta, perde anche l'occasione di realizzare il record mondiale della specialità (ottenuto dalla formazione giamaicana composta da Nesta Carter, Michael Frater, Yohan Blake e Usain Bolt).
Riesce comunque a concludere la stagione in modo positivo, correndo in 9"95 al meeting di Zurigo, dietro al campione mondiale Yohan Blake (9"82), guadagnando 18 punti che gli consentono di vincere la Diamond League nei 100 metri piani.
Terminata la stagione 2011, Powell annuncia che tornerà a gareggiare nelle gare indoor dopo 8 anni, in preparazione ai Giochi olimpici di Londra, suo principale obiettivo stagionale.

### 2012: i Giochi olimpici di Londra
Inaugura la stagione 2012 indoor correndo al Madison Square Garden di New York l'inconsueta gara dei 50 metri piani in 5"64, precedendo di tre centesimi il connazionale Nesta Carter. All'Aviva Grand Prix di Birmingham finisce terzo sui 60 metri piani con il tempo di 6"50 (nuovo primato personale) dietro a Lerone Clarke (6"47) e Nesta Carter (6"49).
L'11 maggio corre la sua prima gara all'aperto al meeting di Doha, venendo battuto per un solo centesimo di secondo dallo statunitense Justin Gatlin, che vince in 9"87 (vento +0,4 m/s).
Ad agosto prende parte ai Giochi olimpici di Londra 2012, gareggiando in quella che rappresenta la sua terza Olimpiade consecutiva. Arriva puntuale alla finale dei 100 m, dove si infortuna a metà gara, concludendo all'8º posto in 11"99.

### 2013-2014: la positività all'anti-doping
Il 14 luglio 2013 viene annunciata la positività di Powell ad un controllo antidoping, effettuato durante i campionati nazionali giamaicani. Ad aprile 2014 la commissione disciplinare antidoping squalifica Powell per 18 mesi. Successivamente il Tribunale Arbitrale dello Sport riduce la pena a 6 mesi; la squalifica è retroattiva a partire dal 21 giugno 2013, con conseguente cancellazione dei suoi risultati a partire da tale data.

### 2015
Inizia la stagione all'aperto il 9 maggio al meeting di Kingston, vincendo i 100 m con un ottimo 9"84 (+1,8 m/s). Al suo ritorno alle gare dichiara di essersi fidato delle persone sbagliate quando l'avevano trovato dopato.
Ai campionati mondiali di Pechino arriva sesto in 10 secondi netti.

### 2022
Il 27 novembre 2022, a quattro giorni dal compimento dei suoi 40 anni, annuncia sui suoi social network il ritiro dall'attività agonistica.

## Progressione

### 60 metri piani indoor
| Stagione | Tempo | Luogo      | Data      | Rank. Mond. |
| -------- | ----- | ---------- | --------- | ----------- |
| 2016     | 6"44  | Portland   | 18-3-2016 | 1º          |
| 2015     | 6"52  | Boston     | 7-2-2015  | 6º          |
| 2012     | 6"50  | Birmingham | 18-2-2012 | 5º          |
| 2004     | 6"56  | New York   | 6-2-2004  | 10º         |
| 2003     | 6"57  | Erfurt     | 31-1-2003 | 18º         |

### 100 metri piani

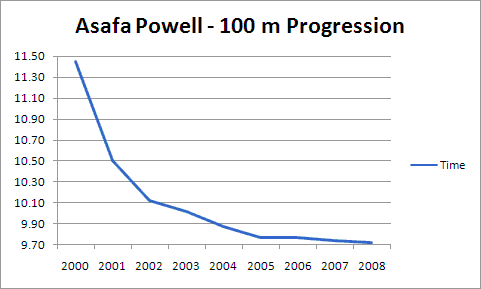
La progressione di Asafa Powell nei 100 m piani

| Stagione | Tempo | Luogo          | Data      | Rank. Mond. |
| -------- | ----- | -------------- | --------- | ----------- |
| 2016     | 9"92  | Székesfehérvár | 18-7-2016 | 7º          |
| 2015     | 9"81  | Saint-Denis    | 4-7-2015  | 3º          |
| 2014     | 9"87  | Austin         | 23-8-2014 | 3º          |
| 2012     | 9"85  | Oslo           | 7-6-2012  | 4º          |
| 2011     | 9"78  | Losanna        | 30-6-2011 | 2º          |
| 2010     | 9"82  | Roma           | 10-6-2010 | 3º          |
| 2009     | 9"82  | Stettino       | 15-9-2009 | 3º          |
| 2008     | 9"72  | Losanna        | 2-9-2008  | 2º          |
| 2007     | 9"74  | Rieti          | 9-9-2007  | 1º          |
| 2006     | 9"77  | Zurigo         | 18-8-2006 | 1º          |
| 2006     | 9"77  | Gateshead      | 11-6-2006 | 1º          |
| 2005     | 9"77  | Atene          | 14-6-2005 | 1º          |
| 2004     | 9"87  | Bruxelles      | 3-9-2004  | 3º          |
| 2003     | 10"02 | Bruxelles      | 5-9-2003  | 12º         |
| 2002     | 10"12 | Rovereto       | 28-8-2002 | 24º         |
| 2001     | 10"50 | Kingston       | 22-6-2001 | 439º        |

### 200 metri piani
| Stagione | Tempo | Luogo    | Data      | Rank. Mond. |
| -------- | ----- | -------- | --------- | ----------- |
| 2011     | 20"55 | Kingston | 16-4-2011 | 69º         |
| 2010     | 19"97 | Kingston | 27-6-2010 | 6º          |
| 2007     | 20"00 | Shanghai | 28-9-2007 | 8º          |
| 2006     | 19"90 | Kingston | 25-6-2006 | 5º          |
| 2004     | 20"06 | Monaco   | 19-9-2004 | 5º          |
| 2002     | 20"48 | Rieti    | 8-9-2002  | 42º         |

### 400 metri piani
| Stagione | Tempo | Luogo    | Data      | Rank. Mond. |
| -------- | ----- | -------- | --------- | ----------- |
| 2010     | 47"56 | Kingston | 20-2-2010 | 769º        |
| 2009     | 45"94 | Sydney   | 28-2-2009 | 109º        |
| 2008     | 48"76 | Kingston | 26-1-2008 | 2 145º      |
| 2007     | 47"17 | Kingston | 17-2-2007 | 540º        |
| 2006     | 48"28 | Kingston | 28-1-2006 | 1 408º      |

## Palmarès

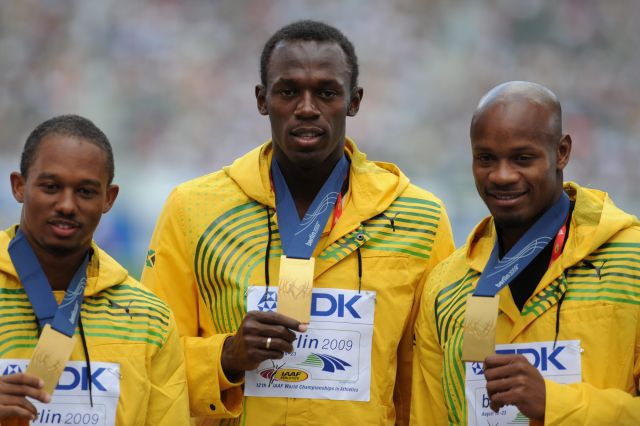
Frater, Bolt e Powell sul podio della 4×100 m ai Mondiali di Berlino 2009

| Anno | Manifestazione          | Sede           | Evento      | Risultato        | Prestazione | Note                                     |
| ---- | ----------------------- | -------------- | ----------- | ---------------- | ----------- | ---------------------------------------- |
| 2002 | Giochi del Commonwealth | Manchester     | 100 m piani | Semifinale       | 10"26       |                                          |
| 2002 | Giochi del Commonwealth | Manchester     | 4×100 m     | Argento          | 38"62       |                                          |
| 2003 | Mondiali                | Saint-Denis    | 100 m piani | Quarti di finale | dq          |                                          |
| 2003 | Mondiali                | Saint-Denis    | 4×100 m     | Finale           | dnf         |                                          |
| 2004 | Mondiali indoor         | Budapest       | 60 m piani  | Semifinale       | 6"71        |                                          |
| 2004 | Giochi olimpici         | Atene          | 100 m piani | 5º               | 9"94        |                                          |
| 2004 | Giochi olimpici         | Atene          | 200 m piani | Finale           | dns         |                                          |
| 2006 | Giochi del Commonwealth | Melbourne      | 100 m piani | Oro              | 10"03       |                                          |
| 2006 | Giochi del Commonwealth | Melbourne      | 4×100 m     | Oro              | 38"36       |                                          |
| 2007 | Mondiali                | Osaka          | 100 m piani | Bronzo           | 9"96        |                                          |
| 2007 | Mondiali                | Osaka          | 4×100 m     | Argento          | 37"89       | Record nazionale                         |
| 2008 | Giochi olimpici         | Pechino        | 100 m piani | 5º               | 9"95        |                                          |
| 2008 | Giochi olimpici         | Pechino        | 4×100 m     | dq               | 37"10       | [ 38 ]                                   |
| 2009 | Mondiali                | Berlino        | 100 m piani | Bronzo           | 9"84        | Miglior prestazione personale stagionale |
| 2009 | Mondiali                | Berlino        | 4×100 m     | Oro              | 37"31       | Record dei campionati                    |
| 2012 | Giochi olimpici         | Londra         | 100 m piani | 7º               | 11"99       |                                          |
| 2015 | Mondiali                | Pechino        | 100 m piani | 7º               | 10"00       |                                          |
| 2015 | Mondiali                | Pechino        | 4×100 m     | Oro              | 37"36       | Miglior prestazione mondiale stagionale  |
| 2016 | Mondiali indoor         | Portland       | 60 m piani  | Argento          | 6"50        |                                          |
| 2016 | Giochi olimpici         | Rio de Janeiro | 4×100 m     | Oro              | 37"27       | Miglior prestazione personale stagionale |

## Campionati nazionali
2001
- Oro ai campionati jamaicani juniores, 100 m piani - 10"50

2002
- 4º ai campionati jamaicani, 100 m piani - 10"46

2003
- Oro ai campionati jamaicani, 100 m piani - 10"13

2004
- Oro ai campionati jamaicani, 100 m piani - 9"91

2005
- Oro ai campionati jamaicani, 100 m piani - 10"04

2006
- Oro ai campionati jamaicani, 200 m piani - 19"90

2007
- Oro ai campionati jamaicani, 100 m piani - 10"04

2008
- Argento ai campionati jamaicani, 100 m piani - 9"97

2009
- Argento ai campionati jamaicani, 100 m piani - 9"97

2010
- Oro ai campionati jamaicani, 200 m piani - 19"97

2011
- Oro ai campionati jamaicani, 100 m piani - 10"08

## Altre competizioni internazionali
2003

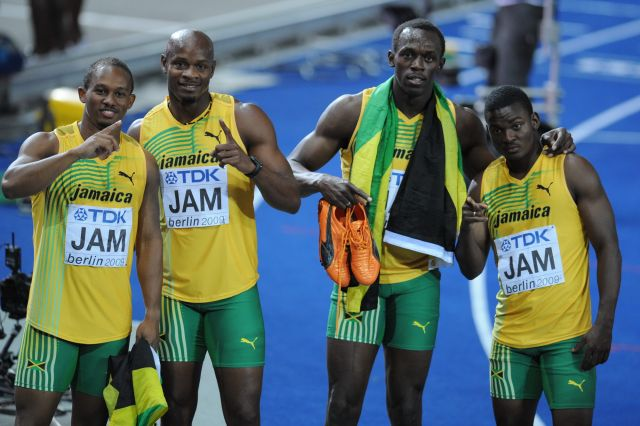
Frater, Powell, Bolt e Mullings festeggiano l'oro vinto nella staffetta ai Mondiali di Berlino 2009

- 7º alla World Athletics Final ( Monaco), 100 m piani - 10"23
- Oro al Memorial Van Damme ( Bruxelles), 100 m piani - 10"02
- Oro al Golden Gala ( Roma), 100 m piani - 10"10
- 7º ai Bislett Games ( Oslo), 100 m piani - 10"93

2004
- Oro alla World Athletics Final ( Monaco), 100 m piani - 9"98
- Oro alla World Athletics Final ( Monaco), 200 m piani - 20"06
- Argento al Golden Gala ( Roma), 200 m piani - 20"24
- Oro al Memorial Van Damme ( Bruxelles), 100 m piani - 9"87
- Oro all'Athletissima ( Losanna), 100 m piani - 10"00

2005
- Argento al Prefontaine Classic ( Eugene), 100 m piani - 9"84

2006
- Oro alla World Athletics Final ( Stoccarda), 100 m piani - 9"89
- Oro al British Grand Prix ( Gateshead), 100 m piani - 9"77
- Oro al Meeting de Paris ( Parigi), 100 m piani - 9"85
- Oro al Golden Gala ( Roma), 100 m piani - 9"85
- Oro al Bauhaus-Galan ( Stoccolma), 100 m piani - 9"86
- Oro ai Bislett Games ( Oslo), 100 m piani - 9"98

2007
- Oro alla World Athletics Final ( Stoccarda), 100 m piani - 9"83
- Oro al Memorial Van Damme ( Bruxelles), 100 m piani - 9"84
- Oro al Golden Gala ( Roma), 100 m piani - 9"90
- Oro ai Bislett Games ( Oslo), 100 m piani - 9"94
- Oro al Rieti Meeting ( Rieti), 100 m piani - 9"74

2008
- Oro alla World Athletics Final ( Stoccarda), 100 m piani - 9"87
- Oro all'Herculis ( Monaco), 100 m piani - 9"82
- Argento al Memorial Van Damme ( Bruxelles), 100 m piani - 9"83
- Oro al Bauhaus-Galan ( Stoccolma), 100 m piani - 9"88

2009
- Argento alla World Athletics Final ( Salonicco), 100 m piani - 9"90

2010
- Oro al Doha Diamond League ( Doha), 100 m piani - 9"81
- Oro ai Bislett Games ( Oslo), 100 m piani - 9"72
- Oro al Golden Gala ( Roma), 100 m piani - 9"82

2011
- Oro allo Shanghai Golden Grand Prix ( Shanghai), 100 m piani - 9"95
- Oro all'Athletissima ( Losanna), 100 m piani - 9"78
- Oro al Birmingham Grand Prix ( Birmingham), 100 m piani - 9"91
- Vincitore della Diamond League nella specialità dei 100 m piani

2012
- Oro allo Shanghai Golden Grand Prix ( Shanghai), 100 m piani - 10"02

2015
- Oro al Meeting de Paris ( Parigi), 100 m piani - 9"81

2016
- Oro all'Athletissima ( Losanna), 100 m piani - 9"96
- Oro al Weltklasse Zürich ( Zurigo), 100 m piani - 9"94
- Vincitore della Diamond League nella specialità dei 100 m piani

## Riconoscimenti
- Atleta mondiale dell'anno (2006)
- Vincitore del premio Track & Field News Athlete of the Year (2006)[39]
- Diana Award (2012)[40]